# Mezzenile
 Mezzenile  (piemontiul: Mesnil) Olaszország Piemont régiójának, Torino megyének egy községe.

## Földrajza

Mezzenile község Torino megye térképén

Vico Canavese a Lanzo-völgyekben fekszik.
A vele szomszédos települések: Ala di Stura, Ceres, Lemie, Pessinetto, Traves és Viù.